# Angelika Mlinar

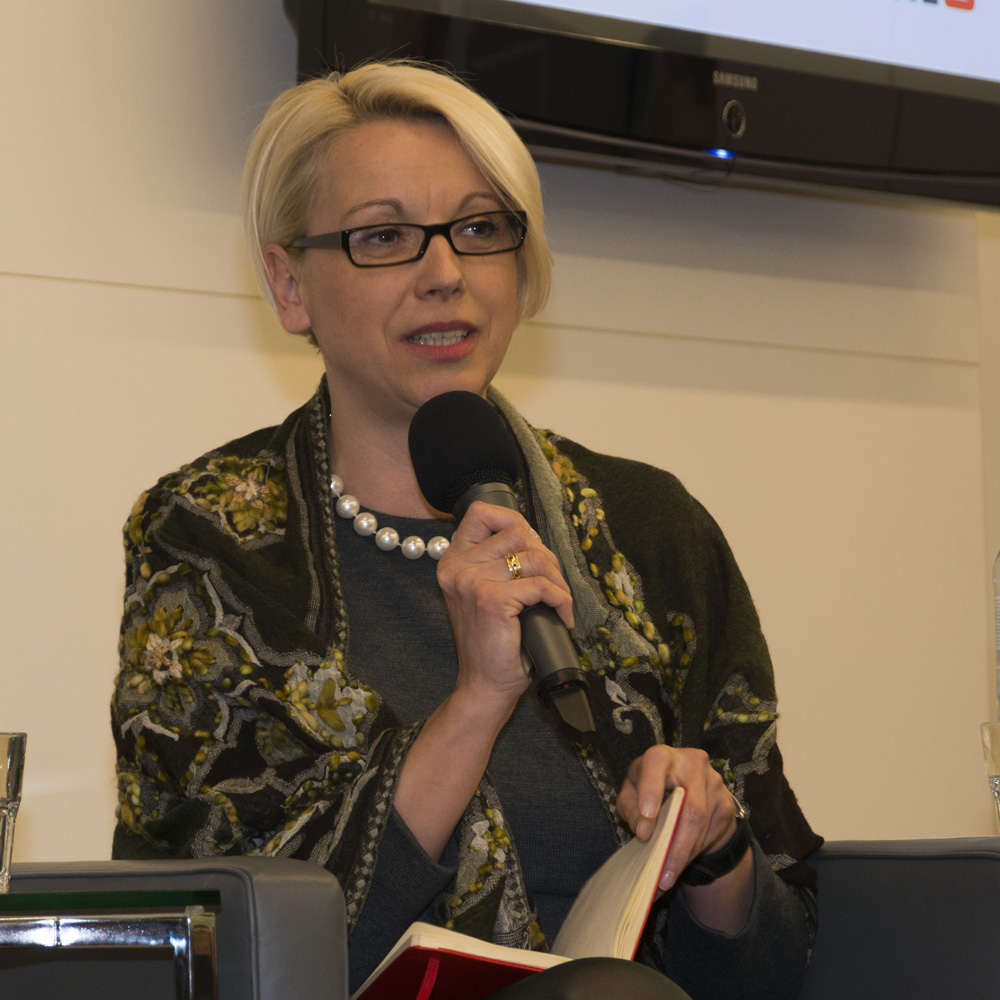
Angelika Mlinar während des EU-Wahlkampfes 2014

Angelika Rosa Mlinar (* 29. Juni 1970 in Altendorf/Stara vas, Kärnten) ist eine österreichisch-slowenische Juristin und Politikerin (NEOS, SAB). Vom 19. Dezember 2019 bis März 2020 war sie slowenische Kohäsionsministerin im Kabinett Šarec.

## Leben
Angelika Mlinar besuchte das Bundesgymnasium für Slowenen, danach studierte sie von 1988 bis 1993 Rechtswissenschaften an der Universität Salzburg und absolvierte anschließend ihr Masterstudium an der American University in Washington, D.C. Zurück in Salzburg absolvierte sie ihr Doktoratsstudium und promovierte 1996 zu dem Thema „Frauenrechte als Menschenrechte“. Erste praktische Erfahrung mit politischer Arbeit sammelte sie als Assistentin von Friedhelm Frischenschlager im Europaparlament. Ihre Hauptarbeitsbereiche waren Menschenrechte und Justiz sowie die europäische Zusammenarbeit beim Strafrecht.
Danach war Angelika Mlinar als Projektassistentin und später als Projektleiterin in vielfältigen rechtlichen Bereichen mit zahlreichen europäischen Institutionen und Delegationen tätig. Parallel dazu machte sie sich im Jahr 2005 mit einem eigenen Unternehmen (dem in Ljubljana ansässigen Keks-Hersteller Angelski keksi) selbstständig und arbeitete zudem als Programm-Managerin für das International Centre for Migration Policy Development (ICMPD) in Wien.

## Politik

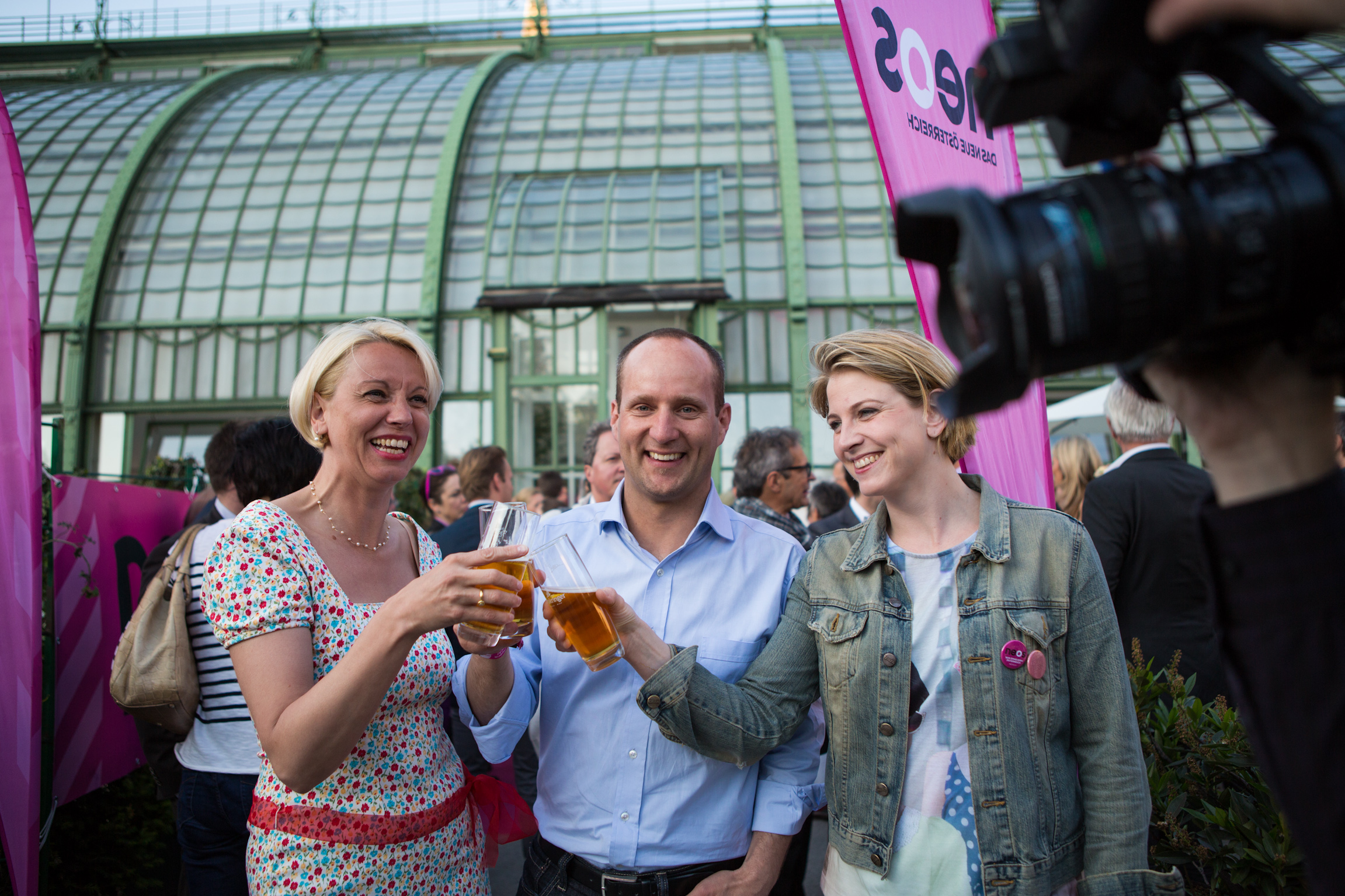
Angelika Mlinar mit Matthias Strolz und Beate Meinl-Reisinger (2013)

Zur Nationalratswahl 2008 leitete sie den Wahlkampf des liberalen Kärntner Spitzenkandidaten Rudi Vouk. Im Jahr 2009 wurde sie zur Parteivorsitzenden („Bundessprecherin“) des Liberalen Forums gewählt. Ein Jahr später wurde sie als Spitzenkandidatin des LIF für die Wiener Landtags- und Gemeinderatswahl am 10. Oktober 2010 aufgestellt. Des Weiteren war sie von Mai 2009 bis Juli 2010 Generalsekretärin des Rates des Kärntner Slowenen (‚Narodni svet koroških Slovencev‘).
Im Zuge der Nationalratswahl 2013, bei der das Liberale Forum ein Wahlbündnis mit der Partei NEOS – Das Neue Österreich eingegangen war, wurde sie zur Abgeordneten und stellvertretenden Klubobfrau des Parlamentsklubs NEOS-LIF gewählt. Nachdem das LIF im Jänner 2014 mit den NEOS zu einer Partei unter dem Namen NEOS – Das Neue Österreich und Liberales Forum fusioniert und sich in der Folge als eigenständige Partei aufgelöst hatte, wurde Mlinar stellvertretende Vorsitzende der neuen Partei, sowie Präsidentin der Parteiakademie NEOS Lab.
Am 15. Februar 2014 ging Angelika Mlinar als Spitzenkandidatin der NEOS für die Europawahl 2014 aus dem parteiinternen Vorwahlprozess hervor. Sie kandidierte damit auf Platz eins der Parteiliste für ein Mandat als Abgeordnete zum Europäischen Parlament, welches sie auch gewinnen konnte.
Im Mai 2018 gab sie bekannt, bei der Europawahl in Österreich 2019 nicht mehr zu kandidieren. Im März 2019 wurde ihre Kandidatur bei der Europawahl in Slowenien 2019 für Stranka Alenke Bratušek (SAB) bekannt.
Im Juni 2019 wurde sie zur Vizepräsidentin der Föderalistischen Union Europäischer Nationalitäten (FUEN) gewählt, Präsident Loránt Vincze wurde im Amt bestätigt.
Von 19. Dezember 2019 bis März 2020 war sie slowenische Kohäsionsministerin im Kabinett Šarec. Zuvor erhielt sie unter Beibehaltung der österreichischen Staatsbürgerschaft die slowenische Staatsbürgerschaft. Am 27. Januar 2020 verkündete Ministerpräsident Marjan Šarec seinen Rücktritt, die bisherige Regierung blieb bis zur Bestellung eines neuen Kabinetts geschäftsführend im Amt. Im März 2020 wurde das Kabinett Šarec vom Kabinett Janša III unter Premier Janez Janša abgelöst.
Bei der Parlamentswahl in Slowenien 2022 kandidierte sie erneut für SAB.

## Arbeit im Europäischen Parlament
Mit 1. Juli 2014 wechselte Angelika Mlinar vom Nationalrat als Mitglied des Europäischen Parlaments ins Europaparlament. Sie gehörte der ALDE-Fraktion an und war Mitglied im Ausschuss für die Rechte der Frau und die Gleichstellung der Geschlechter, sowie im Ausschuss für Industrie, Forschung und Energie und in den Delegationen für die Beziehungen zu den Maschrik-Ländern und der Volksrepublik China. Außerdem war sie stellvertretendes Mitglied im Ausschuss für bürgerliche Freiheiten, Justiz und Inneres und in der Delegation für die Beziehungen zur Schweiz und zu Norwegen.
Im Zuge ihrer Arbeit als Mitglied des Europäischen Parlaments sprach sich Angelika Mlinar für ein geschlosseneres und stärkeres Europa aus und setzte sich besonders für die Stärkung der Menschenrechte und der Rechte der Frauen ein.
Nach der Europawahl in Österreich 2019 schied sie aus dem Europäischen Parlament aus.

## Veröffentlichungen
- Frauenrechte als Menschenrechte. Peter Lang Verlag, Frankfurt 1997, ISBN 978-3-631-31434-0 (Dissertation[3])